# Ayano Yamada
Ayano Yamada (山田彩乃, Yamada Ayano, née le 1er décembre 1990) est une gagnante du concours de beauté Miss Monde Japon 2015 ce qui lui permet de concourir pour le Japon à Miss Monde 2015. Elle est couronnée par Miss Monde Japon 2014, Reina Nagata (en),.

## Concours de beauté

### Miss Monde Japon
Ayano rejoint le concours de Miss Monde Japon 2015 qui se tient le 11 juillet 2015. À la fin de l'événement, elle est couronnée gagnante.
Gagnante de Miss Monde Japon 2015, Ayano est la représentante du Japon pour Miss Monde 2015 et tente de succéder à Jamie Herrell pour être la prochaine Miss Monde 2015,,.